# Adolf Höfer

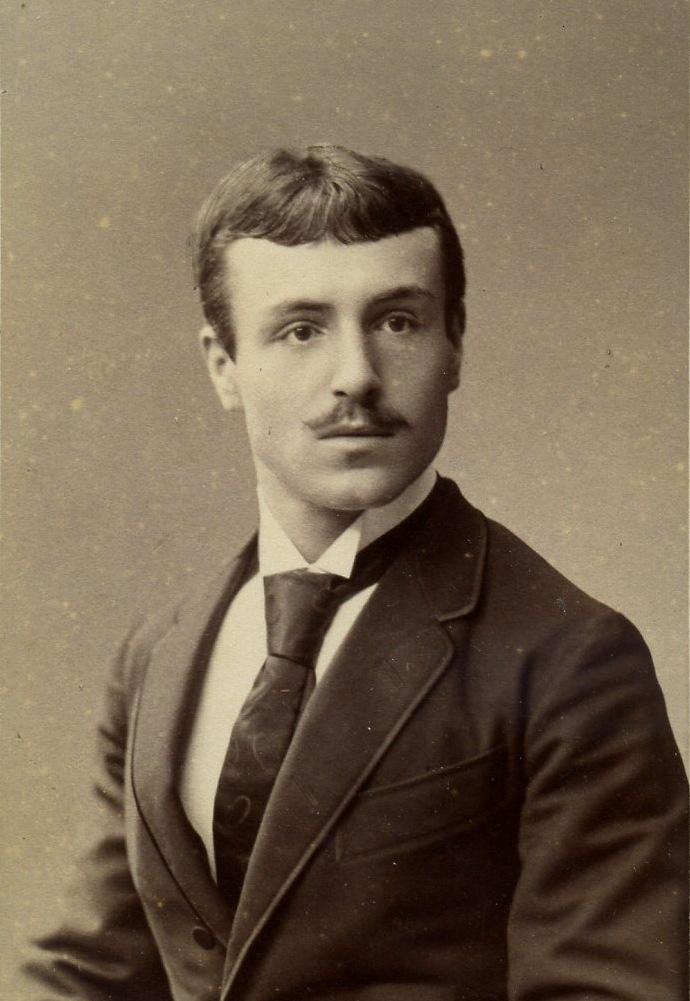
Adolf Höfer, um 1890

Adolf Höfer (* 10. Oktober 1869 in München; † 14. März 1927 in Parsberg, Oberpfalz) war ein deutscher Maler, Illustrator und Graphiker.

## Leben
Adolf Höfer war Sohn des Münchner Landschaftsmalers Heinrich Höfer. Er verlor früh seine leiblichen Eltern; mit vier Jahren die Mutter, mit neun den Vater (an Tuberkulose). Großgezogen wurden er von der zweiten Frau seines Vaters Amalie, geb. Ruhwandl, aus einer gutbürgerlichen Münchner Beamtenfamilie. Nach dem Abitur am noblen Maximiliansgymnasium studierte er Malerei an der Münchner Akademie der bildenden Künste, zunächst bei Ludwig Schmid-Reutte, dann in der „Naturklasse“ von Ludwig von Herterich, schließlich prägend bei Paul Hoecker, der seinen Schülern „die lebendige Natur als höchste Lehrmeisterin aller Kunst“ nahebrachte. Dort traf er die meisten jener Malerkollegen, die sich 1899 zur Künstlervereinigung „Scholle“ zusammenfanden, um juryfrei im Münchner Glaspalast ausstellen zu können. Parallel dazu leistete er seinen Militärdienst bis zum Reserveoffizier.
Obwohl er sich während seiner Ausbildung speziell mit der zeitgenössischen Freilichtmalerei befasst hatte, standen zunächst grafische Arbeiten für die 1896 in München gegründete Wochenschrift Jugend völlig im Vordergrund. Später machte er vor allem Werbegraphik, ohne damit finanziell zu reüssieren. Gemäldeausstellungen der „Scholle“ beschickte er zwar, aber vielfach mit den immer gleichen Bildern. Bei den Kunstkritikern fand er wenig Beachtung.
Erst 1906 kehrte er – „reumütig“, wie er sagte – wieder ganz zur Malerei zurück. Er wurde Lehrer an der Damenakademie des Münchner Künstlerinnenvereins e. V.

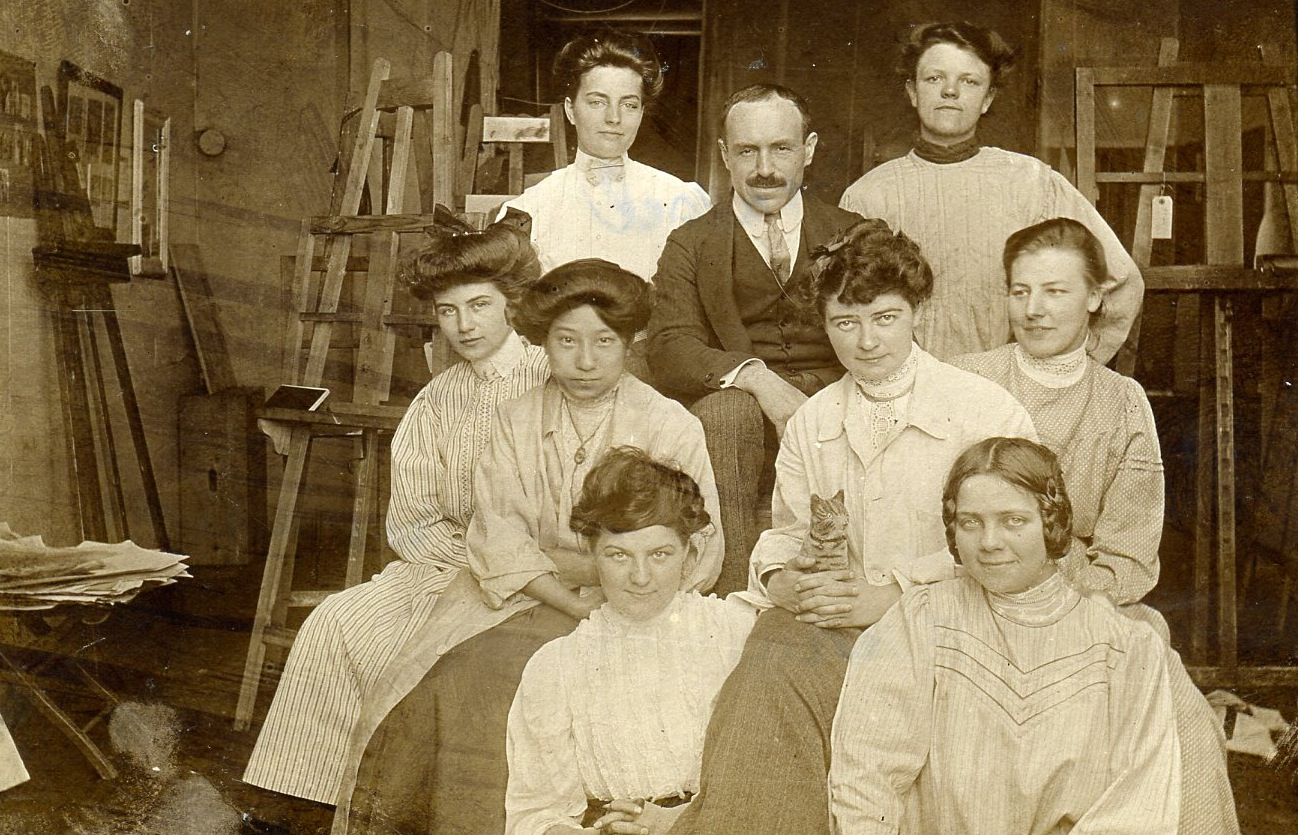
Adolf Höfer mit seinen Studentinnen der Damenakademie

Diese bot ihm ein strukturiertes Umfeld und ein regelmäßiges Einkommen. Er unterrichtete gerne, fand viel Anklang bei den Studentinnen und konnte sich nun ein eigenes Atelier in Schwabings avantgardistischer Giselastraße leisten. Mit Nadine von Enckevort, einer adligen Schülerin, verband ihn eine innige Liaison, die schließlich aber an Standesunterschieden scheiterte.
Seine besten Werke entstanden in dieser glücklichen Zeit. Er entwickelte seinen eigenen Malstil, zog mit seinen „Scholle“-Kollegen wie Leo Putz oder Edward Cucuel zum Malen aufs Land und stellte regelmäßig aus. Äußeres Zeichen der Anerkennung war eine Tee-Einladung beim Prinzregenten Luitpold 1910. Der Erste Weltkrieg beendete 1914 diese produktive Phase. Adolf Höfer meldete sich freiwillig zum Militär – in der Hoffnung auf ein baldiges Kriegsende – und wurde Etappenoffizier in Flandern.

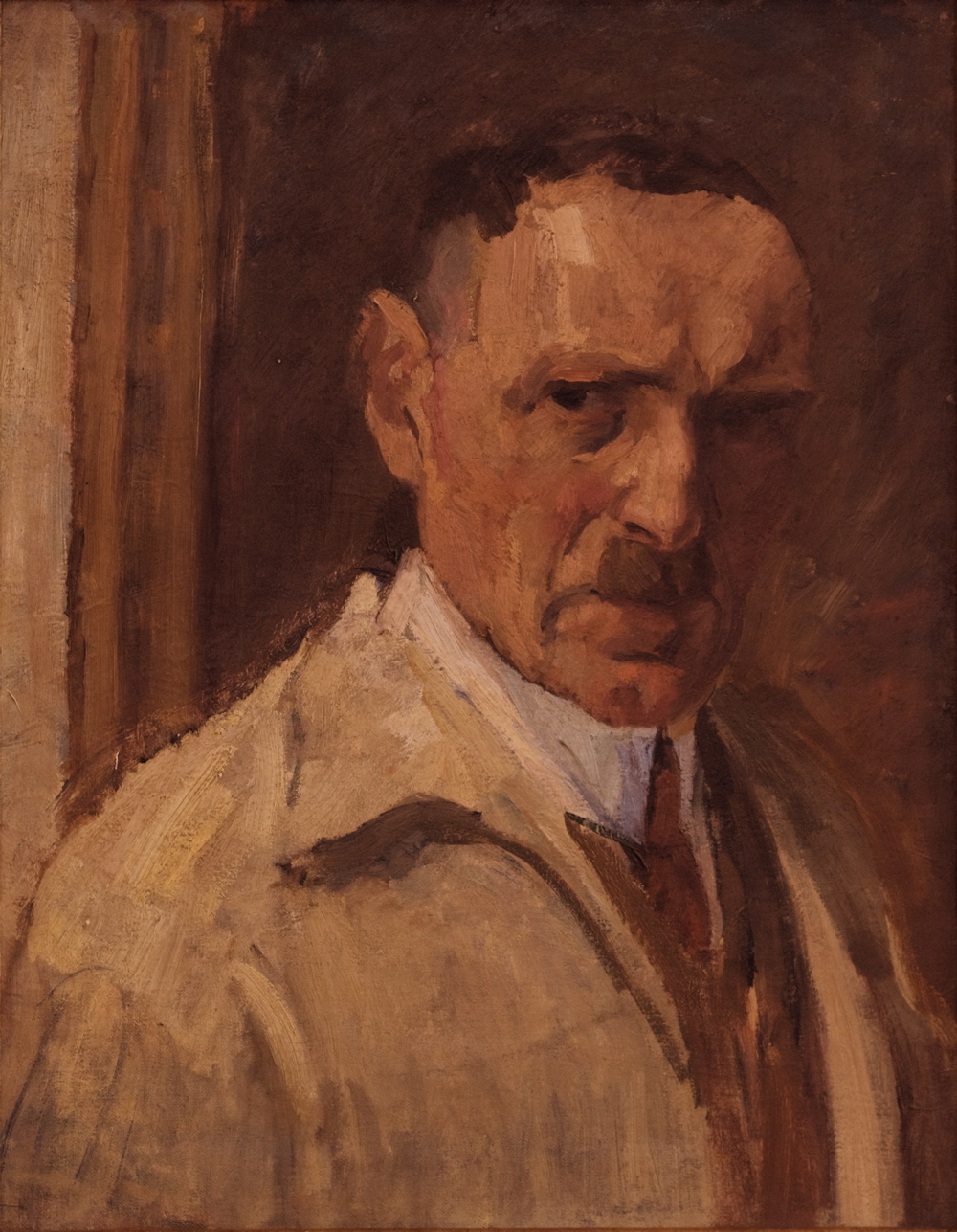
Selbstporträt ca. 1920

Als er 1918 zurückkehrte, war seine Welt vergangen. Seine Liebe war zerbrochen; seine Mutter gestorben; er hauste nun alleine in der elterlichen Wohnung. Die Damenakademie wurde 1920 geschlossen. Die „Scholle“ hatte sich bereits 1911 aufgelöst. Er stellte noch zweimal (1919 und 1920) in der Münchner Sezession aus, konnte aber nichts verkaufen. Die Inflation vernichtete seine Ersparnisse. Er verlor jeglichen Auftrieb, verarmte und vereinsamte.
In diesen schweren Zeiten lud ihn sein Bruder Wilhelm Höfer, Bezirksarzt in Parsberg, immer wieder zu längeren Aufenthalten ein. Dort entstanden noch etliche Landschaften und Bildnisse. Im Frühjahr 1927 erschoss er sich dort mit seiner Offizierspistole. Sein Grab im Münchner Alten Nordfriedhof wurde von den Bomben des Zweiten Weltkrieges zerstört.
(Eine ausführlichere Biographie findet sich in: Simone Brehmer: Adolf Höfer – Aufbruch in die Moderne. Landsberg/Lech 2010.)

## Werke
Seine ersten bemerkenswerten Werke waren nicht Gemälde, sondern an die 30 Lithografien für die Wochenzeitschrift Jugend, darunter ganzseitige Illustrationen, Jugendstil-Vignetten und Titelblätter. Gebrauchs- und Werbegrafik fertigte er unter anderem für Stollwerck-Schokolade und Henkell-Trocken-Sekt, für Pelikan-Künstlerfarben (mit Walter Püttner) und das Münchner Pelzwarengeschäft Merzbacher, des Weiteren Veranstaltungsplakate und Buch-Illustrationen (z. B. mit Max Feldbauer). 1900 war er Preisträger eines Preisausschreibens von Ludwig Stollwerck um Entwürfe für ein Stollwerck-Sammelalbum.
Als Maler sind seine häufigsten Sujets: Frauenbildnisse, vorzugsweise im Freien, Porträts, Akte, Stillleben, Garten- und Parkansichten sowie weite Landschaften, speziell auch im Winter. Auf seinen Gemälden stellt er immer nur Einzelpersonen dar; Gruppenszenen mit gesellschaftlichen Bezügen gibt es nur bei den Grafiken.

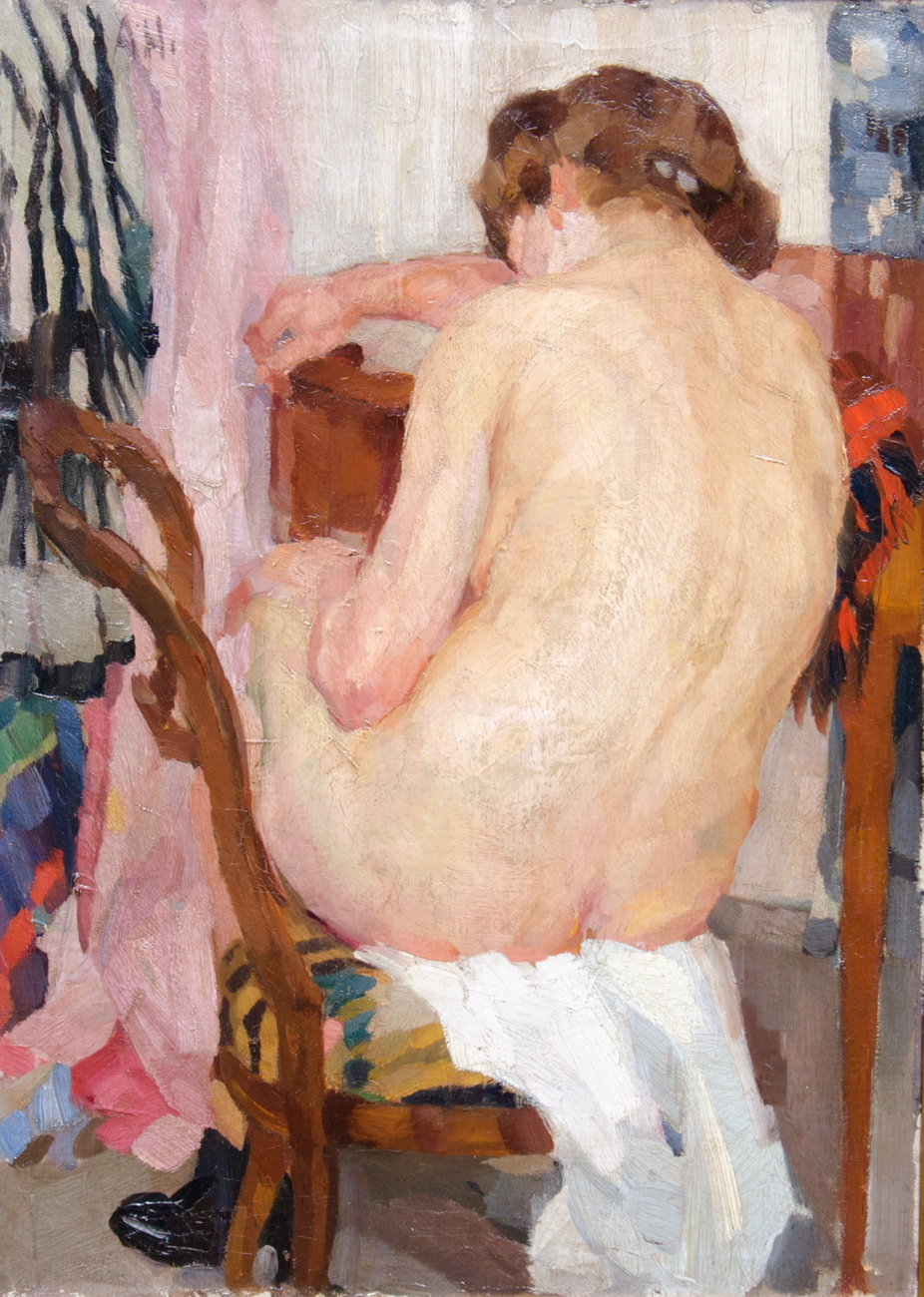
Rückenakt ca. 1912

Er brauchte lange, bis er seinen eigenen Stil entwickelte. In seinen frühen Jahren setzte er bei den Dachauer Malern wie Wilhelm Leibl und Wilhelm Trübner an und übernahm auch deren ländliche Sujets. Bei seinen ersten Porträts orientierte er sich auch an englischen Vorbildern. Später wurden die französischen Impressionisten, Max Liebermann und vor allem Paul Cézanne, seine Leitsterne. Er malte nun impressionistisch, mit dem breiten Münchner Strich. Seine Palette hellte sich auf und wurde immer farbiger. Unter den Scholle-Malern rangiert sein Stil zwischen Leo Putz und Max Feldbauer. „Höfers Malrhythmus ist weicher, fließender als der Feldbauers, seine Palette ist milder und nie so laut wie die von Putz, seine Auffassung des weiblichen Aktes, ein Schwerpunkt in seinem Schaffen, ist weniger delikat als die von Putz, wirkt unmittelbarer, natürlicher.“ Nach dem Ersten Weltkrieg verlor sein Stil diese Vitalität und Leichtigkeit, wurde wieder erdverbundener. Er malte vor allem in Parsberg; die Münchner Belle Epoque war endgültig vorbei.
Bislang sind ca. 60 Gemälde bekannt und dokumentiert, alle in Privatbesitz, die meisten innerhalb seiner Familie, einige weitere sind verschollen. Die Zuordnung seiner Gemälde wird dadurch erschwert, dass viele nicht signiert sind. Unter den Grafiken sind bislang kaum mehr als jene 30 aus der Jugend dokumentiert.
Der Katalog Simone Brehmers von 2010 erfasst den seinerzeitigen Kenntnisstand. Zwischenzeitlich sind weitere Werke bekannt geworden. Um den Werkskatalog zu vervollständigen, ist eine spezielle Website (www.adolf-hoefer.de) in Vorbereitung.

## Ausstellungen
Zu seinen Lebzeiten nahm er  an Sammelausstellungen teil, erstmals 1896 mit einem Gemälde („Lilie“) in der Münchner Secession. Ab 1899 beteiligte er sich im Rahmen der Künstlervereinigung Scholle an den Ausstellungen im Münchner Glaspalast, intensiver in den Jahren 1906 bis 1911.  Auch bei den Scholle-Ausstellungen in Berlin, Düsseldorf, Wien und Prag war er vertreten.
In den neueren Scholle-Ausstellungen ab 1980 war Adolf Höfer anfangs wenig präsent. Erst bei den Ausstellungen in Landsberg und Holzhausen trat er stärker hervor. Seine erste große Einzelausstellung fand 2011 in der Galerie im Schlosspavillon Ismaning mit großem Medien- und Publikumsecho statt.
Sammelausstellungen mit Beteiligung des Adolf Höfer:
- 1896	Sezession, München
- 1900	Galerie Fritz Gurlitt, Berlin
- 1900	Jahresausstellung Glaspalast, München
- 1902	Jahresausstellung Glaspalast, München
- 1902	Deutsch-nationale Kunstausstellung, Düsseldorf
- 1902	Grosse Kunstausstellung, Berlin
- 1903	Secession, Berlin
- 1904	Jahresausstellung Glaspalast, München
- 1905	IX. internat. Kunstausstellung, Glaspalast, München
- 1905	Internationale Porträtausstellung, Bremen
- 1906	Jahresausstellung Glaspalast, München
- 1906	Secession, Wien
- 1906	Rudolfinum, Prag
- 1907	Jahresausstellung Glaspalast, München
- 1909	Jahresausstellung Glaspalast, München
- 1911	Jahresausstellung Glaspalast, München
- 1911	Grosse Kunstausstellung, Düsseldorf
- 1919	Sezession, München
- 1920	Sezession, München

Neuere Scholle-Ausstellungen mit Werken des Adolf Höfer
- 1980	Galerie Bernd Dürr, München
- 1995	Städt. Galerie Dachau
- 2008	Georg-Schäfer-Museum, Schweinfurt
- 2009	Kunststiftung Hohenkarpfen
- 2009	Neues Stadtmuseum Landsberg/Lech
- 2010	BVS-Bildungszentrum Holzhausen
- 2011	Galerie im Schlosspavillon Ismaning. Einzelausstellung „Adolf Höfer, SCHOLLE-Maler – JUGEND-Illustrator – Grafiker“.